# San Giovanni Teatino
San Giovanni Teatino (Forcabobolina fino al 1894) è un comune italiano di 14 563 abitanti della provincia di Chieti in Abruzzo. Si tratta di un comune sparso in quanto la sede comunale non si trova nella località omonima ma nella frazione Sambuceto.
A Sambuceto è anche concentrata gran parte delle industrie e dei centri commerciali della Val Pescara. La popolosa frazione occupa la porzione valliva del territorio comunale, mentre il borgo storico sorge sui colli sovrastanti, in prossimità di terreni solcati da calanchi. Il territorio e l'abitato sono parte dell'area metropolitana di Pescara, e ne seguono le dinamiche evolutive.
Su una porzione di territorio comunale, a ridosso del confine con Pescara, è situata inoltre una piccola parte della pista dell'aeroporto di Pescara.

## Geografia fisica

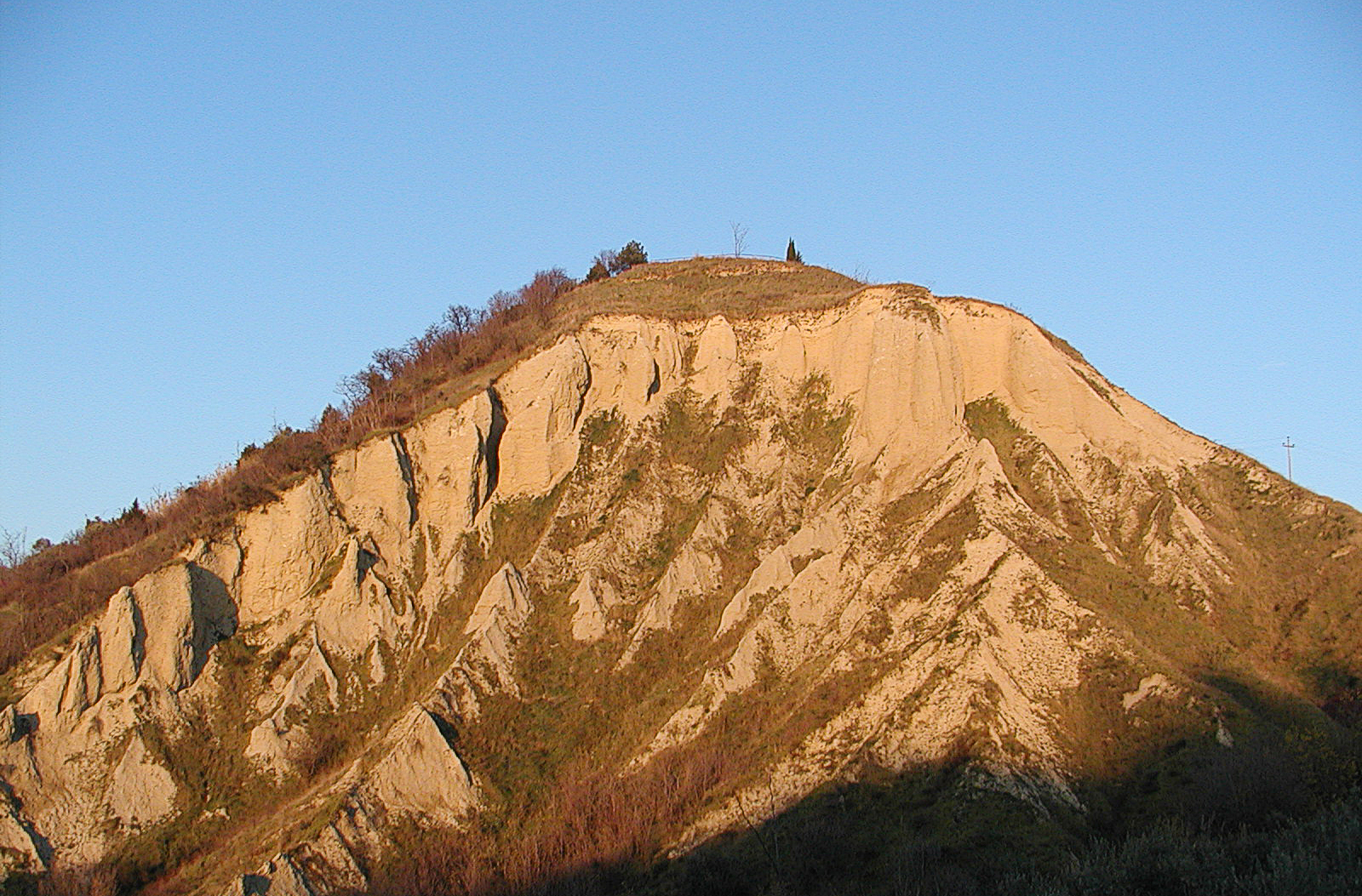
Calanchi a San Giovanni alta

Il territorio del comune è diviso in una sezione pianeggiante, occupante la sponda meridionale della Val Pescara dove sorge la frazione di Sambuceto, e da un'area collinare a sud-est di questa, in una zona altimetrica denominata collina litoranea che raggiunge una quota massima di 213 metri sul livello del mare e che ospita il borgo di San Giovanni alta. Il comune confina a nord con Pescara, a ovest oltre il fiume Pescara con Spoltore e Cepagatti e a sud e ad est con Chieti. Presenta inoltre una piccola exclave, comprendente la frazione Fontechiaro da Capo, che confina a nord con Chieti e Francavilla al Mare e sud e ad est con Torrevecchia Teatina.

## Origini del nome
Il paese fu chiamato fino alla fine del XIX secolo "Forcabobolina", da Forca, che significa valle stretta o forra, e da bos-bovis, ossia bue. L'ipotesi di popolus (ossia pioppo) è stata accantonata per via del fatto che il paese non venne mai chiamato Forcapopolina, in favore di Forcabobolina e Forcabovolina.
Il toponimo è stato cambiato nel periodo postunitario con R.D. del 23 dicembre 1894, n.591, passando dalla precedente denominazione di Forcabobolina a quella di San Giovanni Teatino, in riferimento al patrono del paese e all'appartenenza alla provincia di Chieti.

## Storia
Il comune, strettamente legato alle vicende storiche di Chieti e Pescara, fino al XX secolo era concentrato sul colle dove sorge il borgo San Giovanni, mentre lo sviluppo della parte pianeggiante nella Val Pescara, dove si formerà la popolosa frazione di Sambuceto si avvierà in maniera decisa solamente a partire dal secondo dopoguerra. Il piccolo borgo fu soggetto alle dipendenze di Pescara e di Chieti in tutto il periodo che va dal XI secolo al XII secolo. 

La chiesa di San Giovanni Evangelista

La prima citazione del comune risale al 1095 quando vengono citati un castellum Furca, ossia un castello di Forca, e di una silva di Sambuceti, ossia una foresta di sambuchi, quando il comune fu donato dal conte normanno Roberto I di Loritello al vescovo di Chieti Rainolfo che, successivamente, nel 1099 dona i castelli di Furca e Villamagna ai suoi due nipoti. Nel XII secolo, l'aumento della popolazione portò alla costruzione della chiesa di San Giovanni. Se la conquista normanna ha il potere di attenuare i legami tra il castello di Furca e Aternum (la futura Pescara), il territorio di Sambuceto e la sua silva sono ancora alle dipendenze della cittadina costiera, come attesta un diploma del 1195 di Enrico VI di Svevia quale viene citata una silva et territorium Sambuceti come dipendenza di Pescara. Nel 1226, nel diploma di Federico II di Svevia, emanato nell'occasione straordinaria della convocazione dei baroni del Regno a Pescara, prima di partire contro i comuni dell'Italia centro-settentrionale, si evidenzia come Chieti fu per il Castellum Furca il riferimento politico-istituzionale, mentre Aterno fu il fulcro di orientamento economico.

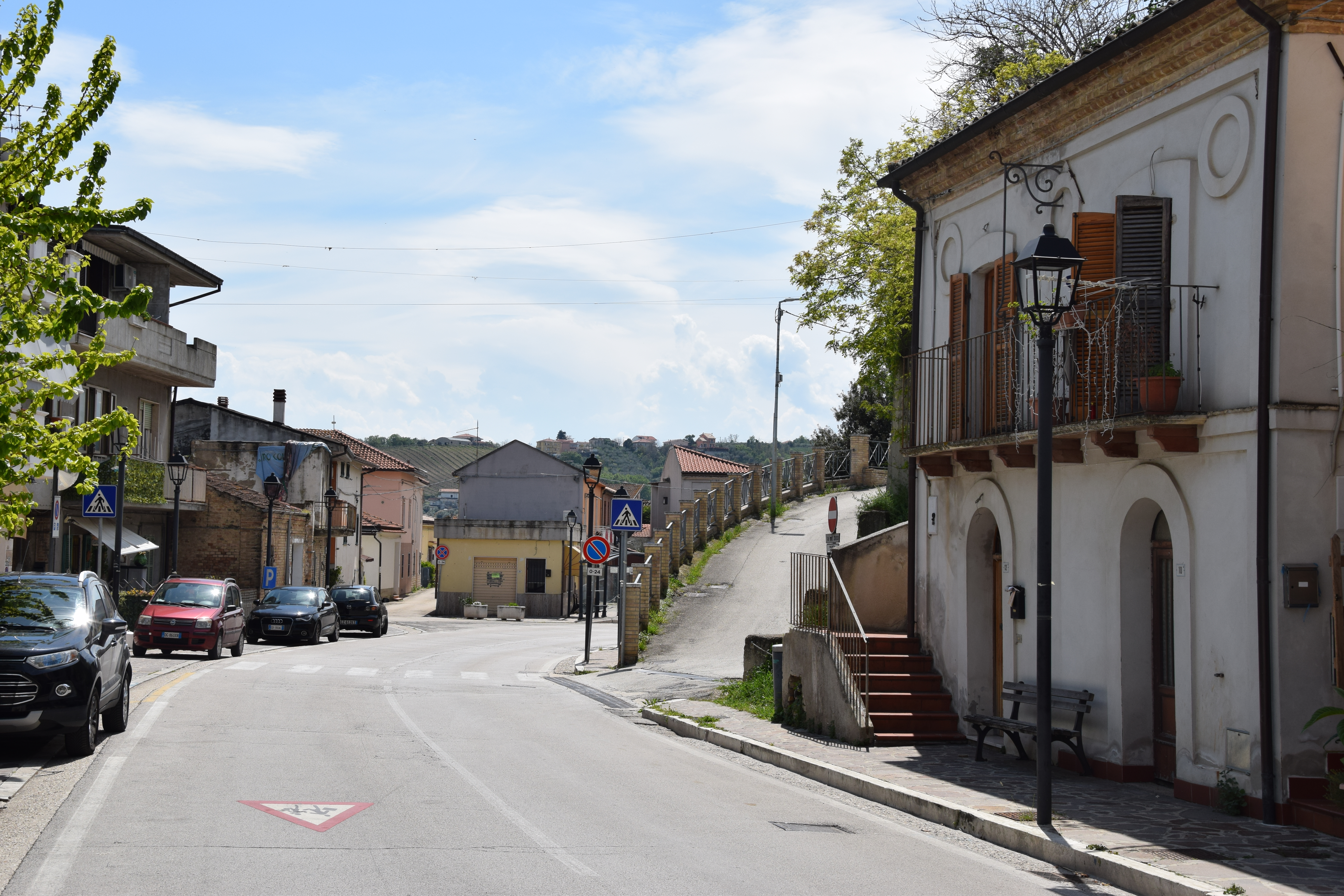
Scorcio di San Giovanni alta

Nel 1323, nell'inventario dei beni della Mensa Vescovile di Chieti, nel capitolo IV vengono descritti i "demania Ecclesiae Theatinae in castro Furcae" (le proprietà della chiesa chietina nel castello di Forca) e i diversi "foculari" di detto "castrum Furcae".
Una bolla del 1692 testimonia che alcuni clerici cedettero in enfiteusi sino alla terza generazione una masseria in Forcabobolina a Venanzio Filippone. Nel catasto preonciario del 1697 e nel successivo catasto onciario redatto tra il 1743 e il 1743 emergono testimonianze sulle famiglie, le proprietà e i luoghi del piccolo borgo.
Forcabobolina nel 1595 contava 21 fuochi; nel 1648 33 fuochi e nel 1669 115 fuochi. Sul finire del XVIII secolo abitavano nel borgo circa 625 individui. Nel 1809 gli abitanti assommavano a 1 763 unità; nel 1861 a 1 909; nel 1901 a 2 499; nel 1921 a 2 956 e nel 1951 a 3 967.
Gabriele D'Annunzio cita Sambuceto ed il culto di san Rocco nella novella La vergine Orsola nelle sue Novelle della Pescara.
Dal 1958 la sede comunale è stata spostata nell'agglomerato urbano di Sambuceto a causa del notevole sviluppo demografico ed economico che già veniva configurandosi, e da allora il paese è andato crescendo rapidamente, ritrovandosi al centro dell'area metropolitana di Pescara ed assumendo il ruolo di cerniera fra i due capoluoghi di Pescara e Chieti.

### Simboli
Lo stemma e il gonfalone del comune di San Giovanni Teatino sono stati concessi con decreto del presidente della Repubblica del 3 maggio 1974.

## Monumenti e luoghi d'interesse

### Architetture religiose

#### Chiesa di San Giovanni evangelista
Una chiesa intitolata a san Giovanni è attestata nell'allora Forca Bobolina sin dal 1172; in essa l'arcivescovo Niccolò Sanchez de Luna eresse nel 1758 il fonte battesimale, per evitare di dover portare i bambini nella parrocchiale Santa Maria "de Cryptis" di cui la chiesa era filiale. L'odierna chiesa, edificata ai primi del XIX secolo, fu eretta in parrocchia col titolo di San Giovanni Battista nel 1914. Dal 1954, come si evince dai registri parrocchiali, la denominazione è stata mutata in San Giovanni evangelista.

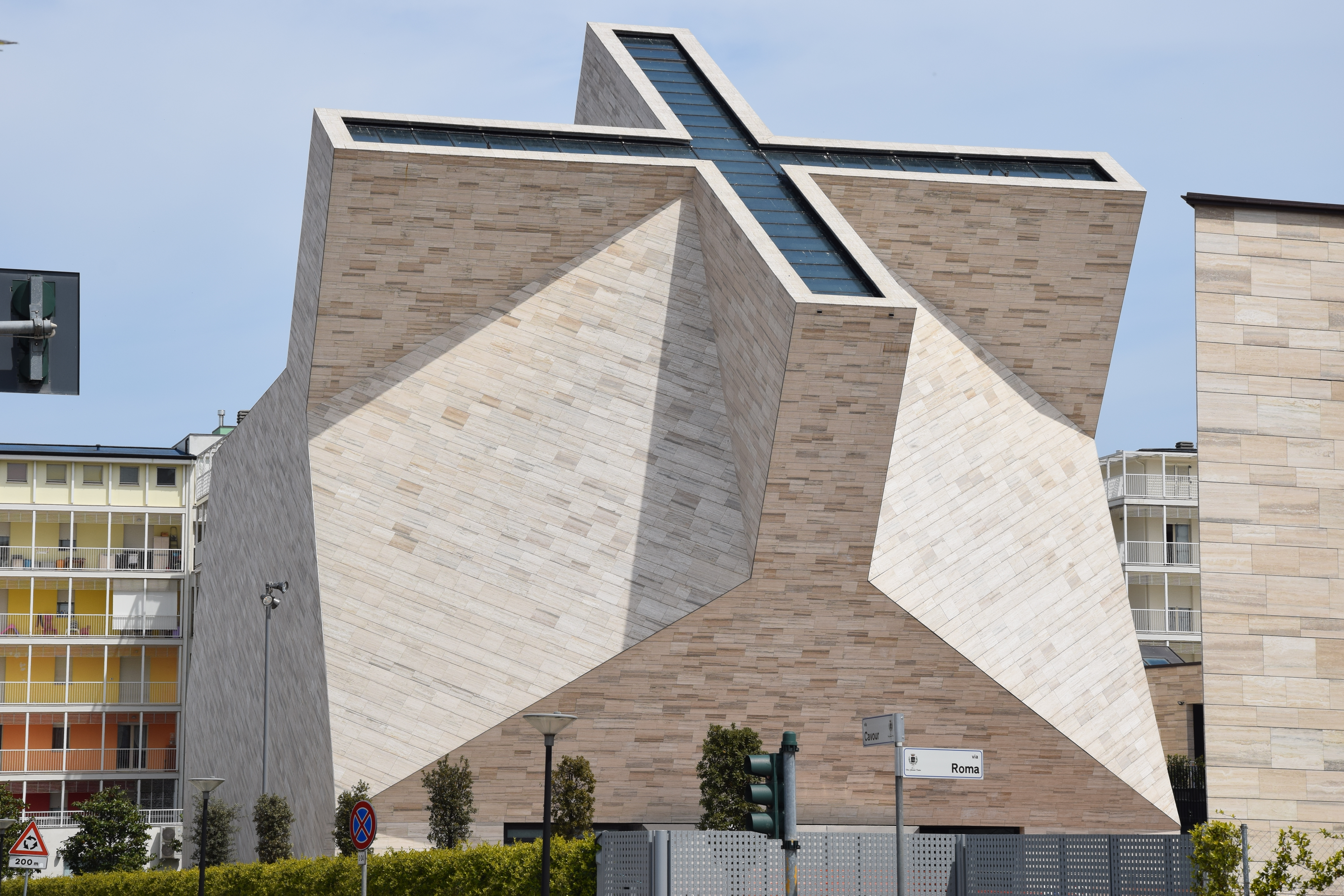
La chiesa di San Rocco a Sambuceto

#### Chiesa di San Rocco
I lavori di costruzione della chiesa e dell'adiacente piazza di Sambuceto, progettate dall'architetto Mario Botta, iniziarono nel 2012 dopo la demolizione nel 2010 della vecchia chiesa degli anni 1950. La chiesa, composta da un volume unico alto circa 30 metri rivestito di travertino, ha come unica apertura una grande finestra a forma di croce alla sua sommità.

### Altro

#### Monumento ai caduti
Realizzato negli anni 1930, è dedicato ai caduti del primo conflitto mondiale. Venne restaurato nel 2012 e consiste di un blocco di travertino con una lapide in cui sono incisi i nomi dei caduti locali nella Prima guerra mondiale, decorato a rilievo con un elmetto e un pugnale in bronzo.

## Società

### Evoluzione demografica
Abitanti censiti

### Etnie e minoranze straniere
Al 31 dicembre 2023  risiedevano 498 stranieri che rappresentavano quindi il 3,64% della popolazione.  

### Istituzioni, enti e associazioni
A Sambuceto è presente un poliambulatorio dell'ASL 2 Lanciano Vasto Chieti.

## Cultura

### Musei
Il museo delle Scienze Naturali è stato istituito nel 2010 e ospita collezioni archeologiche e animali imbalsamati. Il museo collabora anche con l'Università "Gabriele D'Annunzio" e con la Soprintendenza dei Beni Archeologici d'Abruzzo.

## Geografia antropica

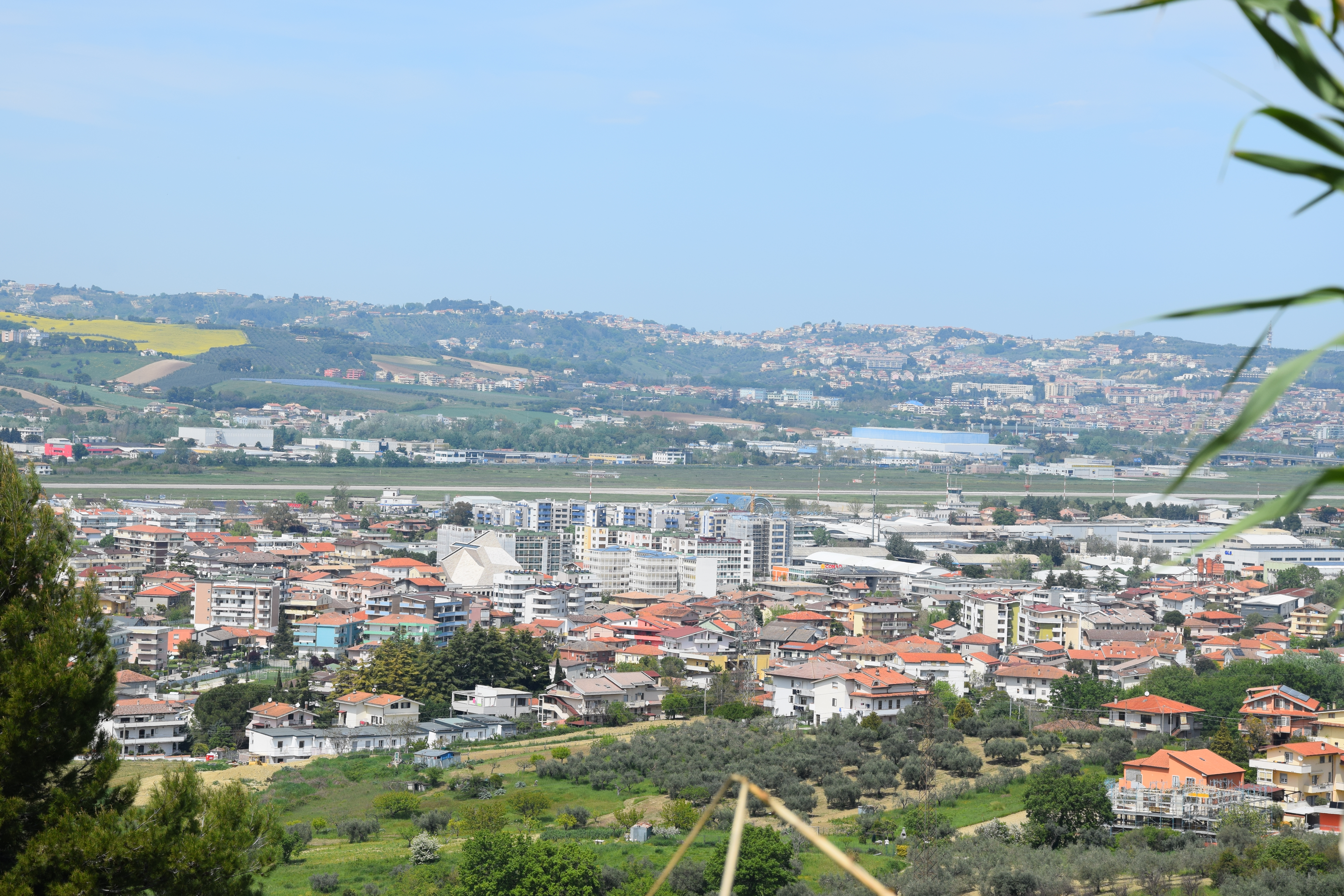
Panoramica di Sambuceto

### Urbanistica
Il centro storico di San Giovanni si trova su una collina la cui sommità è in parte erosa e che presenta formazioni di calanchi, isolato dalle dinamiche della vallata sottostante. La chiesa è l'unico elemento di interesse storico-artistico del piccolo borgo, risalente al XVIII secolo ma pesantemente ristrutturata nel XIX secolo.
Il nuovo centro, nella frazione di Sambuceto, si è sviluppato a partire dal XX secolo, determinando una realtà abitativa ed urbana pressoché ininterrotta da Chieti Scalo a Pescara e ponendosi al centro dell'area metropolitana di Pescara. In particolare sono diversi gli studi e gli accordi operati con il comune di Pescara volti a uno sviluppo coordinato e maggiormente integrato dei quartieri posti al confine tra i due comuni.
Al centro della valle si snoda la via Tiburtina Valeria, sulla quale si attestano l'aeroporto di Pescara e zone residenziali e commerciali. Parallelo a Tiburtina e fiume, l'altro asse di via Po taglia in due l'area industriale, collegando le due uscite dell'asse attrezzato sul territorio comunale. Nel territorio, attraversato dalla ferrovia Roma-Sulmona-Pescara, non sono presenti stazioni ferroviarie.

## Economia
L'economia principale del comune si basa sui settori industriali e della grande distribuzione. In aggiunta agli storici insediamenti industriali, al centro della più ampia area industriale della Val Pescara, a partire dali anni 1990 si sono formate nuove aree commerciali, in particolare nelle zone pianeggianti nei pressi del fiume Pescara e dell'aeroporto di Pescara dove sorgono le frazioni Sambuceto e Dragonara, che secondo alcuni studi avrebbero determinato una concentrazione della grande distribuzione in rapporto alla popolazione residente tra le più alte del Paese.

## Infrastrutture e trasporti

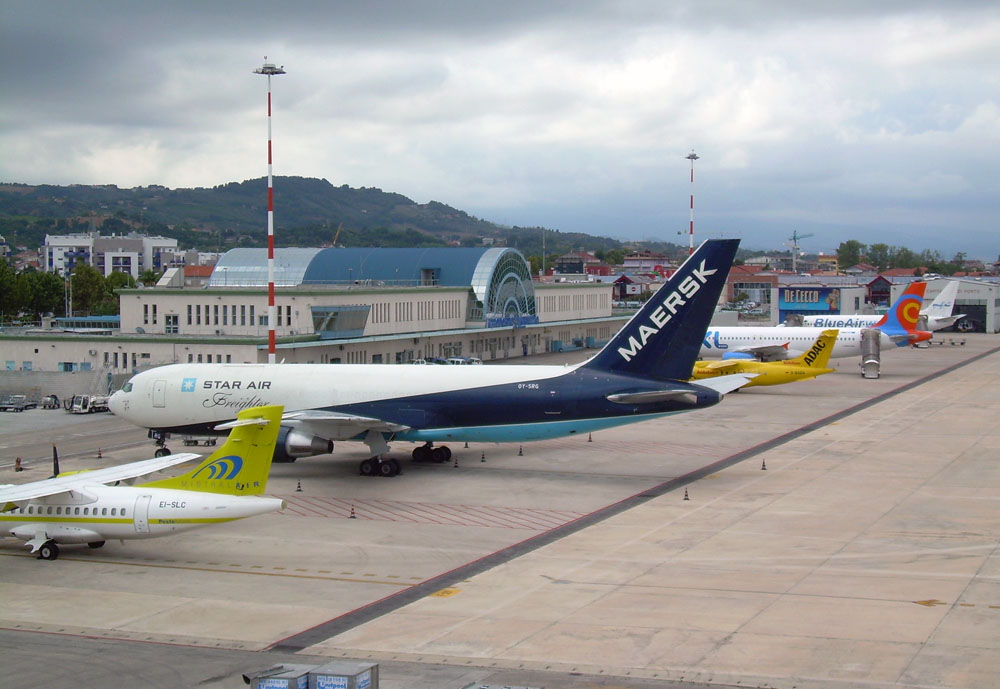
L'Aeroporto di Pescara

### Strade
Nel territorio comunale sono presenti gli svincoli Pescara ovest-Chieti dell'autostrada A14 e tre svincoli del raccordo autostradale 12, che a sua volta consente un rapido collegamento con le vicine autostrada A25 e strada statale 714 Tangenziale di Pescara. L'asse centrale di Sambuceto è la strada statale 5 Via Tiburtina Valeria, lungo la quale si sviluppa il centro abitato.

### Aeroporti
L'aeroporto di Pescara "Pasquale Liberi", noto con il nome commerciale di Aeroporto internazionale d'Abruzzo, sorge al confine territoriale delle province di Chieti e Pescara, nel comune di Pescara e parzialmente nel territorio di San Giovanni. Posto lungo la via Tiburtina Valeria, sorse nel 1917, dopo che Castellammare Adriatico (al tempo ancora divisa dal comune di Pescara) subì un bombardamento aereo austriaco. L'aeroporto militare, chiamato inizialmente "Campo di Fortuna", nel 1921 ottenne la denominazione attuale "Pasquale Liberi", su suggerimento di Gabriele D'Annunzio.
Distrutto dai bombardamenti alleati il 31 agosto 1943, l'aeroporto fu ripristinato nel 1947, consolidando negli anni, ed in particolar modo a partire dagli anni 2000, il suo ruolo di principale scalo della regione e dell'area del medio Adriatico. Nelle colline prospicienti l'aeroporto ha inoltre sede la 133ª Squadriglia radar remota.

### Mobilità urbana
La rete di trasporto pubblico di San Giovanni Teatino viene gestita, unitamente con quella di Pescara, dalla Società Unica Abruzzese di Trasporto.

## Amministrazione
| Periodo          | Periodo          | Primo cittadino     | Partito | Carica  | Note          |
| ---------------- | ---------------- | ------------------- | --- | ------- | ------------- |
| 21 novembre 1993 | 16 novembre 1997 | Vincenzo Iarussi    | Lista Civica di Centro                                                                                              | Sindaco | [ 33 ]        |
| 17 novembre 1997 | 13 maggio 2001   | Carlo Costantini    | Lista Civica di Centro-sinistra                                                                                     | Sindaco | [ 34 ]        |
| 14 maggio 2001   | 15 maggio 2011   | Verino Caldarelli   | Lista Civica di Centro-destra (2001-2006) Lista Civica di Centro-sinistra (2006-2011)                               | Sindaco | [ 35 ] [ 36 ] |
| 16 maggio 2011   | 4 ottobre 2021   | Luciano Marinucci   | Lista Civica di Centro-destra Progetto Comune (2011-2016) Lista Civica di Centro-destra Progetto Comune (2016-2021) | Sindaco | [ 37 ] [ 38 ] |
| 5 ottobre 2021   | in carica        | Giorgio Di Clemente | Lista Civica di Centro-destra Giorgio Sindaco                                                                       | Sindaco | [ 1 ]         |

## Sport

### Calcio
La principale società sportiva del comune è il Sambuceto Calcio, militante nell'eccellenza Abruzzo 2023-2024.

### Impianti sportivi
A Sambuceto è presente l'ippodromo d'Abruzzo. Con una tribuna coperta da 5000 posti e una capacità complessiva di 10.000 spettatori, l'ippodromo era tra le principali strutture ippiche italiane prima della sua chiusura nel febbraio 2022. Sempre a Sambuceto sono presenti nel centro sportivo "Cittadella dello sport" una piscina comunale, un circolo tennis e diversi campi da calcio, nel cui campo principale gioca le partite di casa la squadra di calcio locale. A San Giovanni alta è inoltre presente un più piccolo centro sportivo con un campo da calcetto e uno da calcio.